# Tramwaje w Barcelonie

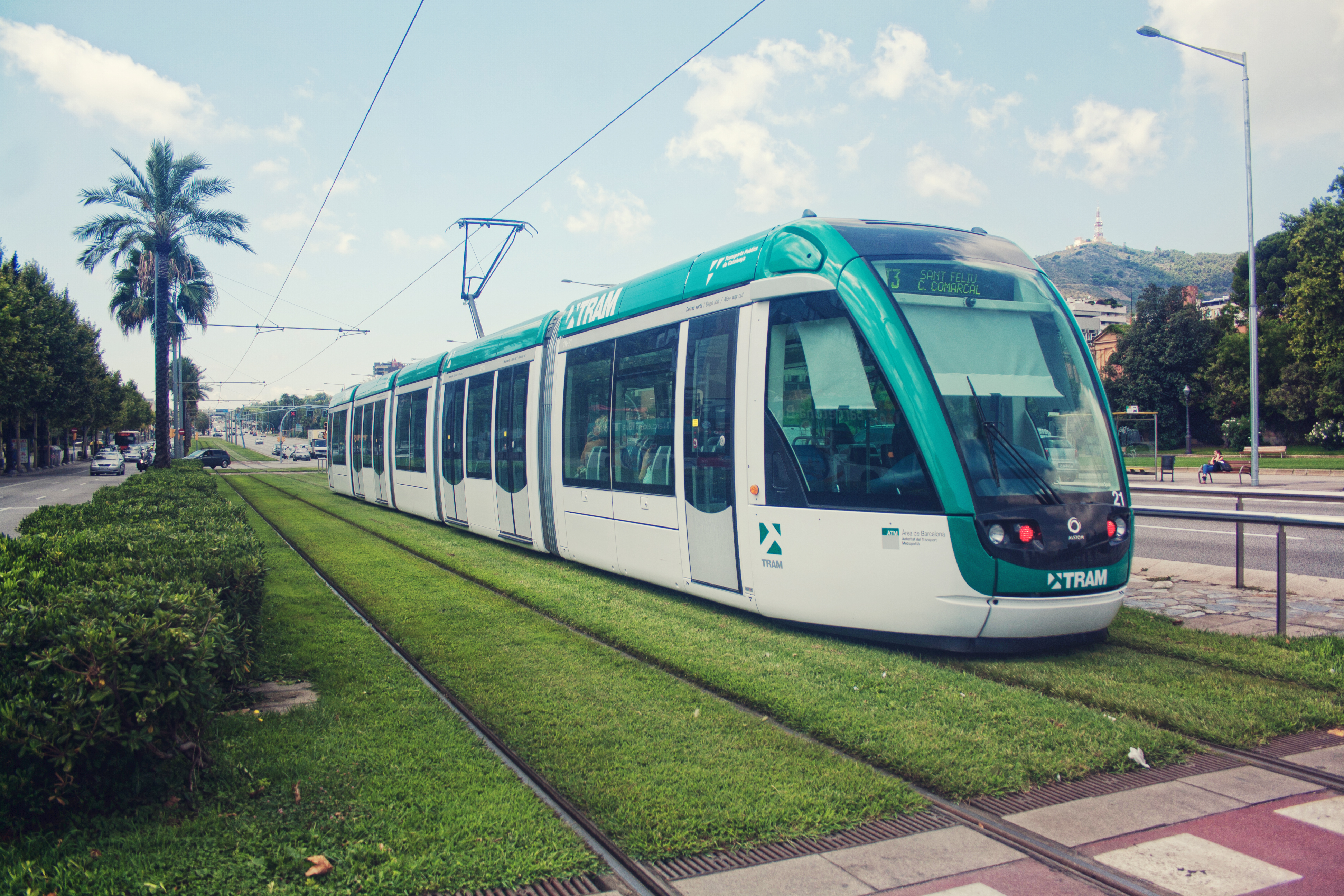
Trambaix na ulicach Barcelony

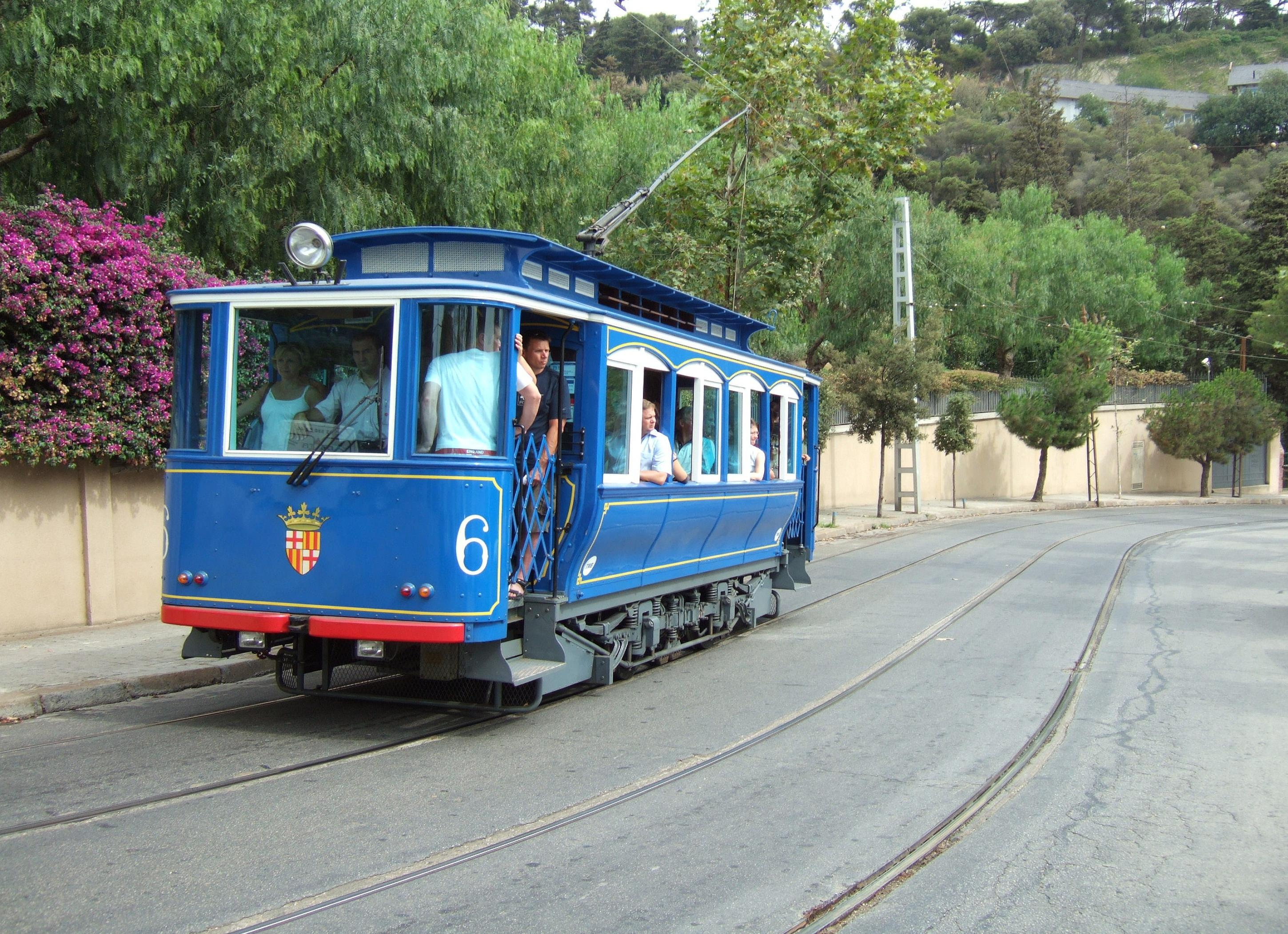
Tramvia Blau na ulicy Barcelonie

Tramwaje w Barcelonie – trzy niezależne systemy szybkiego tramwaju działające w Barcelonie w Hiszpanii.
Na sieć tramwajów w Barcelonie składają się: 
- Trambaix, który łączy m.in. Baix Llobregat z obszarem miejskim Barcelony. System został uruchomiony w 2004 i obejmuje trzy linie (T1, T2 i T3)[1].
- Trambesòs, który łączy przede wszystkim Sant Adrià de Besòs i Badalonę z Barceloną. System został uruchomiony w 2004 i obejmuje trzy linie (T4, T5 i T6)[2].
- Tramvia Blau (Niebieski tramwaj), wykorzystujący historyczny tabor, obejmuje jedną linię[3].